# Matiloxis abarusalis
Matiloxis abarusalis är en fjärilsart som beskrevs av Walker 1858. Matiloxis abarusalis ingår i släktet Matiloxis och familjen nattflyn. Inga underarter finns listade i Catalogue of Life.